# Иоанно-Предтеченская церковь (Уральск)
Иоанно-Предтеченская единоверческая церковь — один из старейших христианских храмов на территории Казахстана в городе Уральск.

## История основания храма
Единоверческая церковь заложена в 1837 году, строилась 12 лет на средства простых прихожан на пересечении улиц Балаковской и Туркестанской. Первым настоятелем, согласно найденным в алматинском архиве документам, был иерей Александр Паленов. Церковь строилась в период, характерный большими изменениями в жизни города. Первый атаман Уральского казачьего войска из иногородних — Покатилов стремился привить среди уральских жителей ростки европейской культуры и образованности. Одним из пунктов его политики было возведение новых церквей в войске — бывших до того весьма немногочисленными.
Центральное место в этих начинаниях было отведено новому Александро-Невскому собору, для закладки которого в город приехал лично наследник Российского престола — будущий государь Александр Павлович. Тогда же были заложены Крестовоздвиженская и Предтеченская церкви.
При строительстве Предтеченского храма были соединены традиции старого церковного зодчества и новации архитектуры начала XIX века. Двухъярусная прямоугольная колокольня проекта Микеле Дельмедино напоминала сохранившуюся колокольню Архангельского собора Уральска. В конце XIX века был поднят колокол весом более 270 пудов. В храме были начаты ремонтные работы, продолжавшиеся до Первой мировой войны. При храме имелась собственная церковно-приходская школа. Один из настоятелей храма — иерей Феодор Мусатов трагически погиб в годы Гражданской войны.
С 1909 года штатным священником, с 1911 по 1925 год настоятелем храма был Михаил Голунов, имевший богословское образование (Оренбургская духовная семинария). Помимо служения в храме, отец Михаил преподавал Закон Божий в женской гимназии (1911—1912), войсковом реальном училище (1912—1919) и церковно-приходской школе при храме (1912). Через несколько лет после своего начала служения в Уральске он стал благочинным храмов города и сыскал такой авторитет, что его выбрали делегатом на Поместный собор от Уральского викариатства. О работе Собора отец Михаил опубликовал обстоятельную статью в церковном календаре. В 1922 году он был арестован, в феврале 1923 года ревтрибунал осудил его за распространение воззвания патриарха Тихона и сокрытие церковных ценностей. Подсудимый не считал своё поведение преступным, поскольку он лишь выполнял христианский долг и защищал церковь от разграбления. Суд не посчитался с объяснениями протоиерея и вынес приговор: десять лет строгой изоляции. По амнистии срок был сокращён до пяти лет, наказание отбыл в течение трёх лет. Впоследствии жил в Москве, был настоятелем нескольких московских церквей.

## Храм в советское время
В 1929 г. Предотеченский храм был закрыт. По воспоминаниям старожилов нём находились пересыльный пункт, а затем городская хлебопекарня. В конце 1960-х годов здание было передано заводу им. Ворошилова, в нём находился цех, в настоящее время он используется как складское помещение АО "Уральский завод «Зенит». После закрытия храм был обезглавлен, разрушена колокольня.

## Попытки возрождения храма
С 1990-х годов верующие, представители казачества и общественность неоднократно выступали с инициативой о необходимости возвращения и восстановления церкви. Темой активно занимались выдающийся краевед Борис Борисович Пышкин, меценат Валерий Сурков, член Совета Стариков Николай Фокеич Круглов и многие другие.
Летом 2005 года инициатива была поднята попечителем Народного музея «Старый Уральскъ» Натальей Акимовной Сладковой. Перешедшая из РДЦ группа верующих поставила целью возродить в городе единоверческий приход, имея ввиду большое количество единоверческого населения в окрестностях Уральска и потомков старообрядцев, посещающих храмы РПЦ. Инициатива была поддержана некоторыми представителями других старообрядческих согласий, проводивших богослужения на дому. Представители сформированной единоверческой общины провели переговоры с руководством предприятия.
В Инспекцию по охране историко-культурного наследия ЗКО начальник инспекции — Нарынбек Ракишевич Мамаев поддержал идею включить здание в перечень памятников истории и культуры, охраняемых государством.
Процесс придания храму статуса памятника архитектуры местного значения затянулся до 2010 года.
В июле 2010 году было проведено приходское собрание, избран приходской совет, проработавший до перерегистрации в 2012 году.
Регистрационные документы были выданы 13 декабря того же 2010 года.
Храм был внесен в перечень охраняемых памятников истории и культуры. По поводу возвращения здания приход безрезультатно направлял заявления во все органы власти, руководству завода «Зенит», а также в АО "Национальная Компания «Казахстан инжиниринг». Многочисленные обращения общественности также не дали результата. Вопрос сохранения памятника неоднократно поднимался в местной печати, газетах «Уральская Неделя», «Надежда», «Талап».
Тема затрагивалась и на различных Интернет-ресурсах Казахстана, России и ближнего зарубежья.
Помимо приходской общины, обращения в органы были подписаны общественными организациями — ОПКФ «Старый Уральскъ», Центр русской культуры, Русский НКЦ «Кедр», ФЭКЦ «ЯИК», Уральская (Яицкая) казачья община, ОО УЯК, ОО «Уральцы», Община яицких казаков и Уральское казачье историко-культурное общество. Инициатива была поддержана руководителем Западно-Казахстанского филиала Казахстанского Международного Бюро по правам человека и соблюдению законности Павлом Михайловичем Кочетковым. и Генеральным консулом РФ в Уральске Исаченко И. Л.
В 2018 году приход возобновил свою деятельность как юридическое лицо.